# Aquel no era yo
Aquel no era yo é um curta-metragem dirigido, produzido e escrito por Esteban Crespo. Como reconhecimento, foi nomeado ao Oscar 2014 na categoria de Melhor Curta-metragem.